# فرودگاه کیدال
فرودگاه کیدال (به انگلیسی: Kidal Airport) فرودگاهی در شمالی‌ترین شهر کشور مالی به نام شهر کیدال است.
در ژانویه ۲۰۱۳ میلادی، پس از حمله نظامی ارتش فرانسه به مواضع شورشیان سلفی در مالی، فرودگاه کیدال در اختیار ارتش فرانسه قرار گرفت.